# 3β(or 20α)-ヒドロキシステロイドデヒドロゲナーゼ
3β(or 20α)-ヒドロキシステロイドデヒドロゲナーゼ（3β(or 20α)-hydroxysteroid dehydrogenase）は、次の化学反応を触媒する酸化還元酵素である。
5α-アンドロスタン-3β,17β-ジオール + NADP+ {\displaystyle \rightleftharpoons }17β-ヒドロキシ-5α-アンドロスタン-3-オン + NADPH + H+
すなわち、この酵素の基質は5α-アンドロスタン-3β,17β-ジオールとNADP+、生成物は17β-ヒドロキシ-5α-アンドロスタン-3-オンとNADPHとH+である。
組織名は3β(or 20α)-hydroxysteroid:NADP+ oxidoreductaseで、別名にprogesterone reductase, dehydrogenase, 3β,20α-hydroxy steroid, 3β,20α-hydroxysteroid oxidoreductaseがある。
3β-ヒドロキシ-Δ5-ステロイドデヒドロゲナーゼおよび20α-ヒドロキシステロイドデヒドロゲナーゼと共に作用すると推定される。